# Braunschweig-Klasse (1904)
Die erste Braunschweig-Klasse einer deutschen Marine war eine Klasse von fünf Einheitslinienschiffen der deutschen Kaiserlichen Marine, benannt nach deutschen Ländern. Zur Klasse gehörten Braunschweig, Elsass, Hessen, Preußen und Lothringen.
Alle fünf Schiffe standen nach dem Ende des Ersten Weltkrieges der Reichsmarine zur Verfügung, da die veralteten Schiffe nicht auszuliefern waren.

## Technik
Sie waren im Vergleich zur vorhergehenden Wittelsbach-Klasse ein deutlicher Fortschritt, der sich den internationalen Normen für Einheitslinienschiffe näherte. Dies lag am Kaliber der schweren Hauptartillerie von 28-cm-Schnellladegeschützen sowie den Abmessungen und der Verteilung und Stärke der Panzerung.

### Bewaffnung
Die Braunschweig-Klasse nutzte erstmals von Krupp entwickelte 28-cm-SK-L/40-Geschütze in Doppeltürmen an Bug und Heck wie auch die folgende Deutschland-Klasse. Der „Drh.L. C/01“ bezeichnete Turm war eine Weiterentwicklung bislang verwandter Türme. Die Geschütze in ihnen konnten 4° gesenkt und 30° erhöht werden. Sie konnten 150° auf jede Seite der Mittellinie der Schiffe geschwenkt werden. Als Granaten standen 240 kg schwere „L/2.6“ panzerbrechende Geschosse zur Verfügung, die bei maximaler Erhöhung bis zu 18,83 km weit verschossen werden konnten. Die Schiffe verfügten über 85 Granaten je Geschütz. Die Türme waren in der Lage zwei Salven pro Minute zu verfeuern.
Die mittlere Artillerie erhielt erstmals Geschütze vom Typ 17-cm-SK L/40. Die Geschütze wurden in zwei Türmen je Seite sowie Kasematten aufgestellt, in welchen sie 5° gesenkt und 22° erhöht sowie um 80° auf jede Seite geschwenkt werden konnten. Es konnten bis zu fünf Schuss pro Minute bei maximaler Erhöhung 14,5 km weit verschossen werden. Das Geschossgewicht von 64 kg pro Granate stellte höchste physische Anforderungen an das Ladepersonal – vor allem, was die Kadenz betraf – und war das höchst zulässige Geschossgewicht, welches überhaupt noch händisch zu Laden war.

### Antrieb
Die Kesselanlage war auf allen Schiffen der Klasse identisch und hatte eine gemischte Zusammensetzung aus sechs Zylinderkesseln, die den vorderen Kesselraum belegten, und je vier Marinekesseln (einem nach Vorgaben der Marine entwickelten Wasserrohrkessel-Einheitstyp) im mittleren und hinteren Kesselraum. Alle Kessel waren ursprünglich kohlegefeuert; erst im Winter 1915 wurde eine Zusatzfeuerung für Schweröl eingebaut.

## Einsatz
Nach ihrer Fertigstellung kamen die Schiffe der Braunschweig-Klasse alle zum Zweiten Geschwader mit Heimathafen Kiel, wobei die Preußen die Rolle des Geschwaderflaggschiffes übernahm. Im Oktober 1911 wechselte dann die Elsass im Tausch mit der Schlesien in das Erste Geschwader nach Wilhelmshaven, das auf Großlinienschiffe umgerüstet wurde. Sie schied auch als erstes Schiff der Klasse aus dem aktiven Dienst aus, in dem sie Ende April 1912 aus ihrem neuen Geschwader wieder ausschied, für das in Bildung befindliche Dritte Geschwader zeitweise zur Verfügung stand und dann am 13. Mai 1913 außer Dienst gestellt wurde. Ähnlich erging es der Braunschweig die im Juli 1912 aus dem Verband des Zweiten Geschwaders ausschied und am 30. Juli 1913 außer Dienst gestellt wurde. Beide Schiffe kamen zur Reservedivision der Ostsee.

## Kriegsverwendung
Bei Kriegsbeginn war die Preußen das Flaggschiff des Zweiten Geschwaders unter Vizeadmiral Reinhard Scheer, dem neben den fünf Schiffen der Deutschland-Klasse auch noch das Schwesterschiff Hessen als ältestes Linienschiff in einem aktiven Geschwader und das Schwesterschiff Lothringen angehörte. Die Letzteren sollten im August ersetzt werden. Für den 17. sollte Lothringen außer Dienst stellen und durch das Großlinienschiff Großer Kurfürst ersetzt werden. Das Gleiche sollte am 26. August dann mit der Hessen und der König geschehen. Wegen des Kriegsausbruchs kamen die neuen Schiffe zum Dritten Geschwader, so dass die Hochseeflotte über zwei Geschwader mit Großkampfschiffen verfügte. Das Zweite Geschwader tat vor allem in der Elbemündung Dienst. Die Hessen nahm mit ihm als einziges Schiff der Klasse an der Skagerrakschlacht teil.
Die Braunschweig und die Elsass wurden sofort für das Vierte Geschwader in Dienst gestellt. Sie unterstützten zeitweise im Vorpostendienst in der Elbmündung und lagen im Winter 1915/1916 in Libau. Der Einsatz der alten Schiffe war auch in der Ostsee wegen der Torpedo- und Minengefahr sehr riskant, da der Unterwasserschutz der Schiffe unzureichend war.
Während des Krieges stellte die Lothringen als erstes Schiff der Klasse am 18. März 1916 außer Dienst, um nach einem Umbau für die „Sundbewachung“ im Juli 1916 wieder in Dienst zu kommen und nach einer weiteren Pause am 16. Dezember 1918 als Exerzier- und Maschinenschulschiff als vorletztes Schiff der Klasse den Dienst in der Kaiserlichen Marine zu verlassen. Die Hessen stellte am 18. Januar 1917 außer Dienst, um nur noch als Wohnschiff zu dienen. Ihr folgte am 8. Mai die Preußen mit dem gleichen Schicksal. Und am 20. August folgte ebenso die Braunschweig.
Die Elsass, die als erste den Flottendienst verlassen hatte, blieb während des Krieges am längsten im Einsatz. Sie stellte als Seekadettenschulschiff erst am 20. Dezember 1918 außer Dienst.
In der Umbruchzeit zwischen Kaiserlicher Marine und Vorläufiger Reichsmarine kamen zwei der alten Linienschiffe nach Umbau zum Einsatz. Zuerst wurde Anfang 1919 die Preußen zu einem Mutterschiff für flachgehende Minenräumboote (sogenannte FM-Boote) umgebaut und diente vom 26. August bis zum 18. Dezember 1919 der vor der niederländischen Küste räumenden 8. und 9. Minensuch-Halbflottille als Mutterschiff. Der Umbau bewährte sich nicht. Die Lothringen wurde ähnlich umgebaut und kam für die 10. Minensuch-Halbflotille bis zum 2. März 1920 zum Einsatz. Beide Schiffe zählten später zum Bestand der Reichsmarine, ohne dass je ein Rückbau stattfand.

## Reichsmarine
Nach dem Krieg waren noch alle fünf Schiffe der Klasse vorhanden, dazu noch vier Schiffe der neueren Deutschland-Klasse. Die Reichsmarine brachte von beiden Klassen je drei Schiffe in Fahrt, hatte aber nie mehr als vier Linienschiffe im Dienst, obwohl der Vertrag von Versailles den Betrieb von sechs Schiffen zugelassen hätte.
Als zweites Schiff wurde die Braunschweig  am 1. Dezember 1921 wieder in Fahrt gebracht. Als drittes und viertes Schiff folgten Elsass am 15. Februar 1924 und Hessen am 6. Januar 1925. 

Die Braunschweig wurde am 31. Januar 1926 nach 50 Monaten wieder außer Dienst gestellt, die Elsass folgte am 25. Februar 1930 nach knapp sechs Jahren und die Hessen am 12. November 1934 fast zehn Jahren Dienst in der Reichsmarine.
Die Hessen wurde zu einem ferngelenkten Zielschiff umgebaut und diente so noch der Kriegsmarine. Sie musste 1946 an die Sowjetunion ausgeliefert werden.
Die nicht rückgebaute Preußen wurde 1929 als erstes Schiff der Klasse gestrichen und 1931 abgewrackt. Allerdings wurde die Mittschiffssektion zurückgekauft und diente, scherzhaft als „SMS Vierkant“ bezeichnet, bis 1945 für Sprengversuche. 1931 wurden dann Braunschweig, Lothringen und Elsass gestrichen und bis 1936 abgebrochen.

## Bilder

Linienschiffe der Braunschweig-Klasse
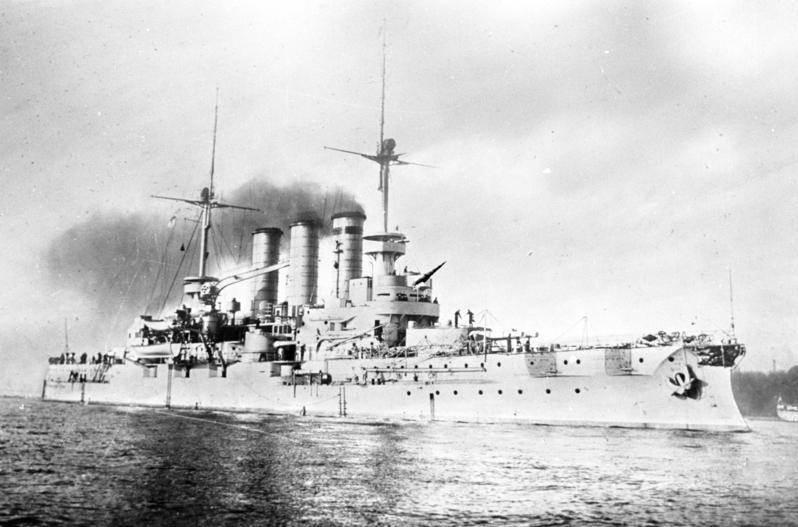
Steuerbord-Seite eines Linienschiffes der Braunschweig-Klasse (Deutsches Bundesarchiv)
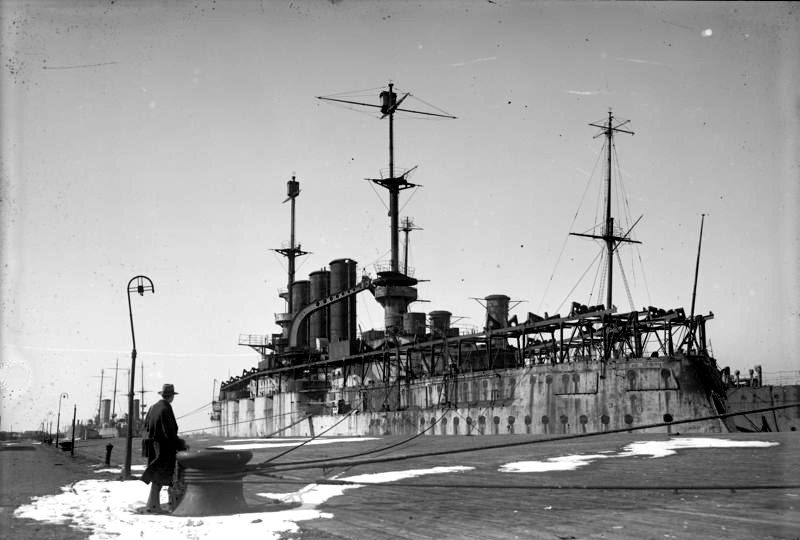
Die aufgelegte Preußen, umgebaut zum Mutterschiff